# Szczupakokształtne
Szczupakokształtne (Esociformes) – rząd słodkowodnych ryb promieniopłetwych, blisko spokrewnionych z łososiokształtnymi (Salmoniformes). Dawniej zaliczane były w randze podrzędu szczupakowców (Esocoidei) do rzędu śledziokształtnych.

## Występowanie i biotop
Wody słodkie półkuli północnej – Europa, Azja i Ameryka Północna. Okresowo mogą przebywać w wodach słonawych. W zapisie kopalnym znane są z późnej kredy (Estesox i Oldmanesox). 
W wodach Polski występują trzy gatunki: szczupak pospolity, muławka bałkańska i  muławka wschodnioamerykańska.

## Cechy charakterystyczne
Ciało szczupakokształtnych jest pokryte łuską cykloidalną. Pęcherz pławny jest połączony z jelitem drożnym kanałem. Otwór gębowy osłaniają pozbawione zębów kości szczękowe oraz nieruchome kości międzyszczękowe. Kości ciemieniowe oddziela górna kość potyliczna. Nie występują guzki rozrodcze. W mózgoczaszce brak kości przykruczej (mesocoracoideum), oczodołowo-klinowej (orbitosphenoideum) i sitowej środkowej (mesethmoideum). Brak płetwy tłuszczowej. Położenie płetw nieparzystych w pobliżu ogona umożliwia wykonywanie szybkich ruchów do przodu – szczupakokształtne często atakują ofiarę z ukrycia.  

## Klasyfikacja
Do szczupakokształtnych zaliczane są rodziny:
- †Palaeoesocidae
- Esocidae – szczupakowate
- Umbridae – muławkowate

Wcześniej wyróżniano jeszcze monotypową rodzinę daliowatych (Dalliidae). Zaliczany do niej rodzaj Dallia został sklasyfikowany w rodzinie muławkowatych.